# Flagellanten

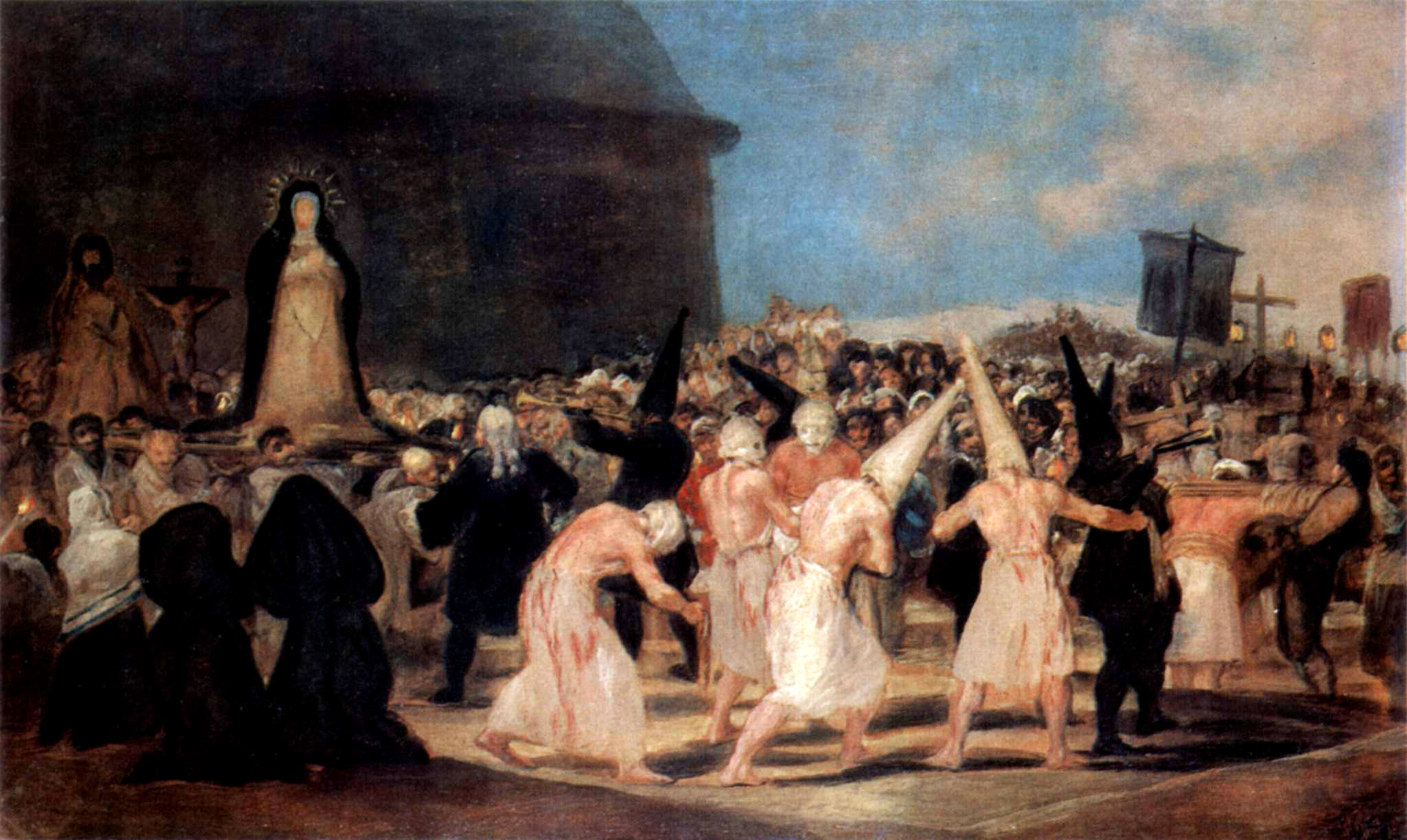
Flagellanten door Francisco de Goya

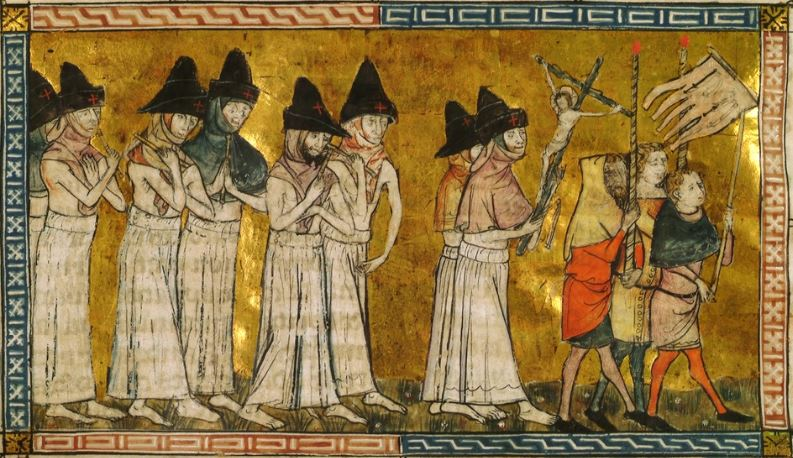
Brugse flagellanten in Doornik tijdens de Zwarte Dood

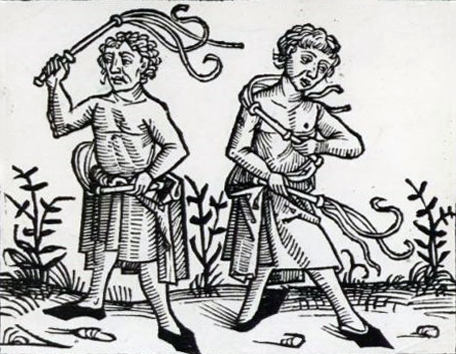
Twee flagellanten
(vijftiende eeuw)

Een Spaanse flagellant

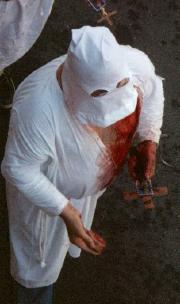
Italiaanse flagellant (2003)

Flagellanten, ook geselaars, geselbroeders of kruisbroeders genoemd, waren in de 13de tot 15de eeuw dweepzieke lieden die in troepen door het land trokken en door zichzelf in het openbaar te geselen Gods barmhartigheid wilden afsmeken. Het Concilie van Konstanz (1417) veroordeelde deze tochten.
Een gesel is een soort zweep en met de gesel slaan heet geselen, in het Latijn flagellare.

## Boetedoening
Zelfgeseling is opgekomen in de middeleeuwen, waarin het door sommige religieuze mensen werd toegepast als vorm van boetedoening (straf vanwege zonden die men zou hebben begaan).
In de late middeleeuwen, met hongersnoden en pestepidemieën waren er charismatische flagellantengroepen die door het land trokken, onderwijl zichzelf geselend en klaagzangen zingend, om mensen op te roepen tot berouw en boetedoening. De pest werd namelijk beschouwd als straf van God.
Aanvankelijk reageerde de Katholieke Kerk enthousiast en individuele monniken en priesters sloten zich aan bij de vroege bewegingen. In de 14de eeuw echter vond de Kerk de snelle verspreiding van de beweging alarmerend.
De piek van de flagellanten-activiteit lag tijdens de Zwarte Dood, een pestepidemie die in 1347 begon, waarna er in 1349 spontaan geselgroepen ontstonden in heel Noord- en Midden-Europa. Hun optreden als de Broeders van het Kruis in de Duitse en de Lage Landen is goed gedocumenteerd. Ze droegen witte kleding en marcheerden in campagnes van 33 en een halve dag, waarbij een dag stond voor een jaar van Jezus' aardse leven. In geen enkele plaats stopten ze langer dan een dag. Zo vestigden ze hun kampen in de buurt van steden om daar hun rituelen twee keer per dag uit te voeren.
Het ritueel begon met het lezen van een brief - waarvan men beweerde dat die door een engel was afgegeven - waarin de geselpraktijken werden gemotiveerd. Vervolgens vielen de flagellanten op hun knieën om zichzelf tijdens het zingen van stimulerende Geisslerlieder ritmisch af te zwepen.
Al snel bleek dat flagellanten behalve boetedoening ook de pest naar steden brachten waar deze nog niet was voorgekomen. Daarom werd later de toegang aan groepen geloofsfanaten ontzegd, waarop werd gereageerd met verhoogde lichamelijke boetedoening.
De komst van flagellanten leidde regelmatig tot een aanval op de joodse gemeenschap, die verantwoordelijk werd gehouden voor de pestepidemie.
Paus Clemens VI (1291–1352) gaf op 20 oktober 1349 een bul uit, waarin hij voorschreef dat flagellanten alleen onder toezicht van door de Kerk benoemde leiders hun afzwepingen mochten uitvoeren.

## Folklore in Italië en Spanje
Bepaalde broederschappen in katholiek Noord-Italië en Spanje praktiseren jaarlijks in de Semana Santa de zelfgeseling. Zij trekken, met capirote (punthoed) over het gezicht, dus anoniem, door de straten in processie achter een Paso aan, terwijl zij zich op de rug slaan. Het lijden van de zelfgeselaars werkt als identificatiemiddel met het lijden van Christus dat rond Pasen een rol speelt.

## Techniek
De techniek van zelfgeseling is niet eenvoudig: er zijn verschillende manieren. Vaak vraagt de flagellant aan een medebroeder om met een steriele naald een paar wonden te maken op de rug. Daarna geselt men zichzelf tot bloedens toe. Tijdens de boetedoening zal de boeteling bidden om vergeving van zijn zonden. Naargelang de broederschap en traditie geselt men zichzelf met een touw of een zweep. Ook andere materialen zijn gebruikelijk. Sommige broederschappen dragen een kroon gevlochten uit doornen, die op het hoofd wordt gedragen zoals Christus.
Deze extreme vorm van geloofsbeleving en boetedoening bestaat ook in bepaalde delen van de moslimcultuur waar men zichzelf verwondt op een rituele manier (zie: Asjoera).

## Erotiek
Dat het prikkelen van het lichaam met pijnprikkels erotiserend kan werken (een verschijnsel dat algolagnie genoemd wordt), uit zich in de praktijk van SM, waar mensen zich bijvoorbeeld met een zweep laten slaan om lust op te wekken.
Onder de broeders Jezuïeten schijnt de lustopwekkende werking echter ook al bekend geweest te zijn. Zij proclameerden zelfgeseling, in het kader van de algemene bezinning op middeleeuwse geloofspraktijken die in de Contrareformatie plaats had, maar waarschuwden de monniken voor de erotische gevaren. Met name de billen moesten vermeden worden.

## Geweld
Sommige gelovige flagellanten gingen over tot geweldpleging tegen "vijanden van Christus". Als de flagellanten een stad passeerden waar Joden woonden, kon het tot een pogrom komen.